# Metaseiulus bisoni
Metaseiulus bisoni är en spindeldjursart som först beskrevs av Chant och Yoshida-Shaul 1984.  Metaseiulus bisoni ingår i släktet Metaseiulus och familjen Phytoseiidae. Inga underarter finns listade i Catalogue of Life.